# Gaia (filosofia)
Gaia é um conceito filosófico cujo nome vem de Gaia, deusa primordial da Terra, criadora dos titãs, em conjunto com o deus Urano. É um termo inclusivo para conceitos relativos à natureza da Terra, que é constantemente agredida pela ação humana.[carece de fontes?]
Gaianismo, uma crença filosófica centrada na Terra, holística e espiritual, que compartilha expressões com religiões da Terra e paganismo enquanto não se identificando exclusivamente com nenhuma religião específica, surgiu da Hipótese de Gaia.